# Décès en juillet 2012
Décès
- 2008
- 2009
- 2010
- 2011
- 2012
- 2013
- 2014
- 2015
- 2016

Pour une information complémentaire, voir la page d'aide.

| Date        | Nom                         | Activités                                                                                            | Âge | Source |
| ----------- | --------------------------- | --- | --- | ------ |
| 1er juillet | Andrea Brunod               | Pilote de moto italien.                                                                              | 41  |        |
| 1er juillet | Evelyn Lear                 | Cantatrice américaine, soprano.                                                                      | 86  |        |
| 1er juillet | Alan G. Poindexter          | Astronaute américain.                                                                                | 50  | (en)   |
| 2 juillet   | Maurice Chevit              | Acteur et dramaturge français.                                                                       | 88  |        |
| 2 juillet   | Tsutomu Koyama              | Joueur et entraîneur japonais de volley-ball, médaillé de bronze aux JO d'été de 1964.               | 75  | (ja)   |
| 2 juillet   | Sergio Pininfarina          | Designer italien.                                                                                    | 85  |        |
| 3 juillet   | Ben Davidson                | Joueur de football américain.                                                                        | 72  | (en)   |
| 3 juillet   | Jacques Dermagne            | Président du Conseil économique, social et environnemental français (1999-2010).                     | 74  |        |
| 3 juillet   | Andy Griffith               | Acteur américain, scénariste et producteur de cinéma.                                                | 86  |        |
| 3 juillet   | Zena Gunther de Tyras       | Mondaine et philanthrope chypriote.                                                                  | ?   | (en)   |
| 4 juillet   | Fabio Bettini               | Boxeur français d'origine italienne.                                                                 | 73  |        |
| 4 juillet   | Jimmy Bivins                | Boxeur américain.                                                                                    | 92  | (en)   |
| 4 juillet   | Jeong Min-Hyeong            | Footballeur sud-coréen.                                                                              | 25  | (ko)   |
| 4 juillet   | Eric Sykes                  | Acteur, scénariste et réalisateur britannique.                                                       | 89  |        |
| 5 juillet   | Dalibor Chatrný             | Peintre et pédagogue tchécoslovaque puis tchèque.                                                    | 86  | (cs)   |
| 5 juillet   | Rob Goris                   | Coureur cycliste belge.                                                                              | 30  |        |
| 5 juillet   | Gerrit Komrij               | Peintre, poète, écrivain, traducteur, critique, polémiste et dramaturge néerlandais.                 | 68  |        |
| 6 juillet   | Charles David Ganao         | Diplomate, puis homme politique congolais, ministre, Premier ministre (1996-1997).                   | 85  |        |
| 6 juillet   | Elie Marsy                  | Coureur cycliste français                                                                            | 90  |        |
| 6 juillet   | Anthony Sedlak              | Chef cuisinier canadien, vedette de la télévision (Food Network Canada's The main, Family cook off). | 29  |        |
| 7 juillet   | Paulette Brisepierre        | Femme politique française.                                                                           | 95  |        |
| 7 juillet   | Mouss Diouf                 | Acteur franco-sénégalais.                                                                            | 47  |        |
| 7 juillet   | Mátyás Imre                 | Journaliste hongrois et représentant média de l'UEFA.                                                | 55  |        |
| 7 juillet   | Leon Schlumpf               | Homme politique suisse, ancien conseiller fédéral.                                                   | 87  |        |
| 8 juillet   | Lionel Batiste              | Chanteur et percussionniste américain de jazz.                                                       | 81  |        |
| 8 juillet   | Ernest Borgnine             | Acteur américain.                                                                                    | 95  |        |
| 8 juillet   | André Cottavoz              | Peintre et lithographe français.                                                                     | 89  |        |
| 9 juillet   | Eugênio de Araújo Sales     | Cardinal brésilien.                                                                                  | 91  |        |
| 9 juillet   | Dino Cassio                 | acteur et chanteur italien.                                                                          | 78  |        |
| 9 juillet   | Lol Coxhill                 | Saxophoniste britannique de jazz.                                                                    | 79  | (en)   |
| 9 juillet   | Guido Magnone               | alpiniste et sculpteur français.                                                                     | 95  |        |
| 9 juillet   | Sir Terepai Maoate          | Ancien premier ministre des îles Cook.                                                               | 77  | (en)   |
| 9 juillet   | Jacqueline Mazéas           | Lanceuse de disque, médaillée de bronze aux Jeux olympiques d'été de 1948.                           | 91  |        |
| 9 juillet   | Denise René                 | Galeriste française.                                                                                 | 99  |        |
| 9 juillet   | Brian Thomas                | Joueur puis entraîneur gallois de rugby à XV.                                                        | 72  |        |
| 9 juillet   | Isuzu Yamada                | Actrice japonaise.                                                                                   | 95  |        |
| 10 juillet  | Lothar Lammers (de)         | Inventeur allemand des loteries.                                                                     | 86  | (en)   |
| 10 juillet  | Dolphy                      | Acteur philippin.                                                                                    | 83  | (en)   |
| 11 juillet  | Joe McBride                 | Footballeur écossais.                                                                                | 74  | (en)   |
| 11 juillet  | André Simon                 | Pilote automobile français.                                                                          | 92  |        |
| 12 juillet  | Hans Heisel                 | Membre allemand de la Résistance française.                                                          | 90  | (de)   |
| 12 juillet  | Walther Jervolino           | Peintre italien                                                                                      | 68  | (it)   |
| 13 juillet  | Warren Jabali               | Joueur américain de basket-ball.                                                                     | 65  | (en)   |
| 13 juillet  | Abdelkader Maâchou          | Wali et fonctionnaire dans l'administration publique en Algérie.                                     | 81  |        |
| 13 juillet  | Sage Stallone               | Acteur, producteur et scénariste américain, fils de l'acteur Sylvester Stallone.                     | 36  |        |
| 13 juillet  | Ginny Tyler                 | Actrice américaine.                                                                                  | 86  | (en)   |
| 13 juillet  | Richard D. Zanuck           | Producteur américain.                                                                                | 77  |        |
| 14 juillet  | Sixten Jernberg             | fondeur suédois.                                                                                     | 83  | (sv)   |
| 15 juillet  | Tsilla Chelton              | Actrice française.                                                                                   | 93  |        |
| 15 juillet  | Celeste Holm                | Actrice américaine.                                                                                  | 95  |        |
| 15 juillet  | Yves Stella                 | Indépendantiste corse et membre fondateur du FLNC.                                                   | 69  |        |
| 16 juillet  | William Asher               | Réalisateur, producteur et scénariste américain.                                                     | 90  | (en)   |
| 16 juillet  | Jon Lord                    | Musicien britannique, membre du groupe Deep Purple.                                                  | 71  | (en)   |
| 16 juillet  | Kitty Wells                 | Chanteuse américaine de musique country                                                              | 92  |        |
| 17 juillet  | Morgan Paull                | Acteur américain.                                                                                    | 67  | (en)   |
| 17 juillet  | Rebecca Brooke              | Actrice américaine.                                                                                  | 60  | (en)   |
| 18 juillet  | Assef Chaoukat              | Vice-ministre syrien de la défense et beau-frère de Bachar el-Assad.                                 | 62  |        |
| 18 juillet  | Jean François-Poncet        | Diplomate et homme politique français                                                                | 83  |        |
| 18 juillet  | Rajesh Khanna               | Acteur et producteur de film indien.                                                                 | 69  |        |
| 18 juillet  | Seppo Liitsola              | Joueur de hockey sur glace finlandais.                                                               | 79  | (fi)   |
| 18 juillet  | Jack Matthews               | Joueur gallois de rugby à XV.                                                                        | 92  |        |
| 18 juillet  | Daoud Rajha                 | Homme politique syrien, ministre de la Défense de 2011 à 2012.                                       | 65  |        |
| 19 juillet  | Janine Lambotte             | Présentatrice et journaliste belge.                                                                  | 87  |        |
| 19 juillet  | Hans Nowak                  | Footballeur allemand.                                                                                | 75  | (de)   |
| 19 juillet  | Tom Davis                   | Acteur, humoriste, scénariste, réalisateur et producteur américain.                                  | 59  | (en)   |
| 19 juillet  | Omar Souleiman              | Militaire égyptien, directeur des services des renseignements généraux de 1993 à 2011.               | 76  |        |
| 20 juillet  | Jack Davis                  | Athlète américain spécialiste du 110 mètres haies, deux fois médaillé d'argent aux Jeux olympiques.  | 81  | (en)   |
| 20 juillet  | Marcel Mithois              | Écrivain et auteur dramatique français.                                                              | 90  |        |
| 20 juillet  | Simon Ward                  | Acteur britannique.                                                                                  | 70  | (en)   |
| 21 juillet  | Jean Ferniot                | Journaliste et écrivain français.                                                                    | 93  |        |
| 21 juillet  | Susanne Lothar              | Actrice allemande.                                                                                   | 51  |        |
| 21 juillet  | Gérard de Palézieux         | Peintre et graveur suisse.                                                                           | 93  |        |
| 22 juillet  | Nan Merriman                | Chanteuse américaine mezzo-soprano.                                                                  | 92  | (en)   |
| 22 juillet  | Oswaldo Payá Sardiñas       | Dissident cubain, Prix Sakharov 2002                                                                 | 60  |        |
| 22 juillet  | Frank Pierson               | Réalisateur et scénariste américain.                                                                 | 87  |        |
| 22 juillet  | Bohdan Stoupka              | Acteur ukrainien.                                                                                    | 70  |        |
| 22 juillet  | Galya Novents               | Actrice arménienne.                                                                                  | 75  | (en)   |
| 23 juillet  | Sally Ride                  | Astrophysicienne et astronaute américaine.                                                           | 61  | (en)   |
| 23 juillet  | Emmanuel de Saxe            | Prince allemand, chef de la maison royale de Saxe.                                                   | 86  |        |
| 23 juillet  | John Treloar                | Athlète australien spécialiste du sprint.                                                            | 84  | (en)   |
| 24 juillet  | John Atta-Mills             | Homme politique ghanéen, président de la République de 2009 à 2012.                                  | 68  |        |
| 24 juillet  | Sherman Hemsley             | Acteur américain.                                                                                    | 74  | (en)   |
| 24 juillet  | Jorge Ruiz                  | Réalisateur bolivien.                                                                                | 88  |        |
| 24 juillet  | Jacques Sultana             | Peintre hyperréaliste français.                                                                      | 74  |        |
| 25 juillet  | Christian Rudel             | Journaliste et écrivain français.                                                                    | 84  |        |
| 26 juillet  | Alak Jigme Lhundup          | Ministre tibétain.                                                                                   | 72  | (en)   |
| 26 juillet  | Lupe Ontiveros              | Actrice américano-mexicaine.                                                                         | 69  | (en)   |
| 26 juillet  | Franz West                  | Plasticien autrichien.                                                                               | 65  |        |
| 26 juillet  | Mary Tamm                   | Actrice anglaise.                                                                                    | 62  | (en)   |
| 27 juillet  | R. G. Armstrong             | Acteur américain.                                                                                    | 95  | (en)   |
| 27 juillet  | Lazare Iglesis              | Réalisateur et scénariste télévisuel français.                                                       | 92  |        |
| 27 juillet  | Tony Martin                 | Acteur et chanteur américain.                                                                        | 98  |        |
| 27 juillet  | Jack Taylor                 | Arbitre de football anglais.                                                                         | 82  | (en)   |
| 27 juillet  | Norman Alden                | Acteur américain.                                                                                    | 77  | (en)   |
| 27 juillet  | Carl-Ludwig Wagner          | Homme politique allemand, ministre-président de Rhénanie-Palatinat (1988-1991).                      | 82  | (de)   |
| 29 juillet  | Tatiana Egorova             | Footballeuse internationale puis entraîneuse russe.                                                  | 42  |        |
| 29 juillet  | Chris Marker                | Cinéaste français.                                                                                   | 91  |        |
| 29 juillet  | John Finnegan               | Acteur américain.                                                                                    | 85  | (en)   |
| 30 juillet  | Maeve Binchy                | Écrivain irlandaise.                                                                                 | 72  |        |
| 30 juillet  | Héctor Tizón                | Écrivain argentin.                                                                                   | 82  |        |
| 30 juillet  | André Weckmann              | Écrivain régionaliste alsacien.                                                                      | 87  |        |
| 30 juillet  | Jonathan Hardy              | Acteur néo-zélando-australien.                                                                       | 71  | (en)   |
| 31 juillet  | Lucien Daloz                | Archevêque émérite de Besançon.                                                                      | 81  |        |
| 31 juillet  | Tony Sly                    | Musicien américain, membre du groupe No Use For A Name.                                              | 41  |        |
| 31 juillet  | Gore Vidal                  | Écrivain américain.                                                                                  | 86  |        |
| 31 juillet  | Abdi Jeylani Malaq Marshale | Humoriste somalien.                                                                                  | 43  |        |